# Purpose Maker
 (mars 2025).
Motif : Notoriété encyclopédique ?
- Archive Wikiwix
- Bing
- Cairn
- DuckDuckGo
- E. Universalis
- Gallica
- Google
- G. Books
- G. News
- G. Scholar
- Persée
- Qwant
- (zh) Baidu
- (ru) Yandex
- (wd) trouver des œuvres sur Wikidata

| 1. | Préciser le motif de la pose du bandeau. | Précisez le motif de la pose du bandeau en utilisant la syntaxe suivante : {{admissibilité à vérifier\|date=mars 2025\|motif=remplacez ce texte par le motif}}                     |
| 2. | Informer les utilisateurs concernés.     | Pensez à avertir le créateur de l'article, par exemple, en insérant le code ci-dessous sur sa page de discussion : {{subst:avertissement admissibilité à vérifier\|Purpose Maker}} |

Pupose Maker est un label techno fondé en 1996 par Jeff Mills à Chicago. Pupose Maker est une division du label Axis.

## Discographie
- PM-001 - Jeff Mills - Java EP (12", EP, 1996)
- PM-002 - Jeff Mills - Kat Moda EP (12", MP)
- PM-003 - Jeff Mills - Force Universelle EP (12", EP)
- PM-004 - Jeff Mills - Our Man In Havana (12")
- PM-005 - Jeff Mills - Steampit EP (12", EP)
- PM-006 - Jeff Mills - Vanishing Act EP (12", EP)
- PM-007 - Jeff Mills - Purpose Maker Live Series (12")
- PM-008 - Jeff Mills - Skin Deep EP (12", EP)
- PM-009 - Jeff Mills - If / Tango (12")
- PM-010 - Jeff Mills - Circus (12")
- PM-012 - Jeff Mills - Jet Set (12")
- PM-014 - Jeff Mills - The Electrical Experience (12")
- PM-015 - Jeff Mills - The Divine EP (12", EP)
- PM-016 - Jeff Mills - Kana (12", Promo)
- PM-020 - Jeff Mills - The Bells - 10th Anniversary (12", 2006)
- PM-021 - Jeff Mills - Natural World (12")
- PMWCD9601 - Jeff Mills - Purpose Maker Compilation (CD)
- PMWLP9601 - Jeff Mills - Purpose Maker Compilation (2xLP)